# 罗野岗
罗野岗（1914年—1981年），中国人民解放军将领、中国人民解放军开国少将。
曾任空军工程部副部长。1955年，授予中国人民解放军少将。